# Yongfeng (socken i Kina, Heilongjiang)
Yongfeng (kinesiska: 永丰, 永丰乡) är en socken i Kina. Den ligger i provinsen Heilongjiang, i den nordöstra delen av landet, omkring 340 kilometer nordväst om provinshuvudstaden Harbin. Antalet invånare är 10 922. Befolkningen består av 5 281 kvinnor och 5 641 män. Barn under 15 år utgör 10,0 %, vuxna 15-64 år 80 %, och äldre över 65 år 9,0 %.
Genomsnittlig årsnederbörd är 741 millimeter. Den regnigaste månaden är juli, med i genomsnitt 225 mm nederbörd, och den torraste är februari, med 9 mm nederbörd.